# Doosan Haeundae We’ve the Zenith Tower A
Doosan Haeundae We’ve the Zenith Tower A — башня, входящая в комплекс жилых небоскрёбов Doosan Haeundae We`ve the Zenith в округе Хэундэгу города-метрополии Пусан, Республика Корея. Это одно из самых высоких зданией в Республике Корея (80 этажей, 301 метр). В здании расположены 1384 квартиры. Имеется подземный паркинг на 4474 парковочных места. Также в небоскрёбе расположен 21 лифт, которые передвигаются со скоростью 6 м/с.